# MTX Mototrax
Mototrax (сокр. MTX) — видеоигра в жанре спортивного симулятора, разработанная компанией Left Field Productions в 2004 году. Игра была издана компанией Activision для PC, Playstation 2, Xbox и Playstation Portable.

## Игровой процесс и геймплей
Игровой процесс разделён на четыре части: Free Ride (езда по уровням и выполнение заданий других гонщиков), Super Cross (гонка на закрытой трассе, стадионе), Moto Cross (гонка под открытым небом) и Freestyle (экстремальные соревнования, исполнение трюков). В каждом из режимов свои особенности геймплея. Игрок управляет гонщиком, которого сам создаёт в начале игры. У гонщика есть свой КПК, так что он может получать сообщения о новых гонках, просматривать новые мотоциклы и компоненты одежды, статистику и прочее.

## Игровые режимы

### Free Ride
Игровой процесс очень сильно напоминает игры серии Tony Hawk’s Pro Skater. Игрок управляет безымянным гонщиком. На разнообразных уровнях требуется выполнять различные задания, которые дают другие гонщики. За их выполнение начисляются очки, а также деньги. Каждый уровень имеет свой «лимит» очков — следующий уровень откроется только после набора определённого количества очков. Также на определённых участках уровня «спрятаны» разнообразные трюки (во время прыжка высвечивается комбинация, которую нужно набрать, чтобы выполнить и «заработать» трюк).

### Super Cross/Moto Cross
Данные режимы сильно похожи друг на друга. По сути, это — обычный мотокросс. Игроку требуется завершить гонку, приехав первым. На пути встречаются различные кочки, трамплины и прочие препятствия. За победу игрок получает деньги, контракты со спонсорами или новые модели мотоциклов. Режим «Супер кросс» содержит большее число кругов, но они менее длинные. В режиме «Мотокросс» всё наоборот: меньшее число кругов, но более длинные трассы.

### Freestyle
Во «фристайле» игроку дан стадион, на котором имеются множества трамплинов. По сути это экстремальные соревнования. В этом режиме также можно свободно ездить. Для включения самого режима требуется вызвать специальное меню, где отображены режимы (всего их 4):
- Разбить стёкла — первое испытание в режиме. По всему стадиону развешаны круглые рамы со стёклами. Как правило, они находятся напрямую к трамплинам. За ограниченное время, игрок должен разбить все стёкла. Их число указано на экране.
- Выполнить трюки — второе испытание. Игроку даны несколько трюков (причём как уже известных, так и новых), а также ограниченное время. Игроку нужно выполнить все указанные трюки, пока не истекло время.
- Соревнование — третье, финальное и самое главное испытание. В данном испытании есть три этапа. В каждом этапе ограниченный лимит времени. За это время игроку нужно выполнить как можно больше трюков, зарабатывая как можно больше очков. В конце соревнования все очки суммируются, и на их основе выносится окончательное решение. Игроку требуется не быть первым, а хотя бы быть в тройке.
- Выполнение трюков по указанному маршруту — четвёртое, но не обязательное испытание. Игроку дан маршрут (выложенный кружками) и указаны трюки. Игрок должен следовать по маршруту и делать трюки на тех трамплинах, которые указаны. В случае неправильного выполнения, падения или прыжка не с того трамплина, испытание считается проигранным. В данном испытании также действует ограничение по времени.

## Отзывы
| Сводный рейтинг | Сводный рейтинг | Сводный рейтинг |
| Издание         | Оценка          | Оценка          |
| Издание         | PS2             | Xbox            |
| --------------- | --------------- | --------------- |
| GameRankings    | 75,38 %         | 75,54 %         |